# Long Island (Antarktika)
Long Island (von englisch long ‚lang, weit‘, in Argentinien und Chile gleichbedeutend Isla Larga) ist eine 5 km lange, 800 m breite und nordost-südwestlich ausgerichtete Insel vor Ostküste der Antarktischen Halbinsel. Im Prinz-Gustav-Kanal liegt sie gegenüber der Mündung des Russell-East-Gletschers und 3 km südlich der Trinity-Halbinsel.
Der Falkland Islands Dependencies Survey entdeckte, kartierte und benannte sie im Jahr 1945.